# Glikogén-foszforiláz

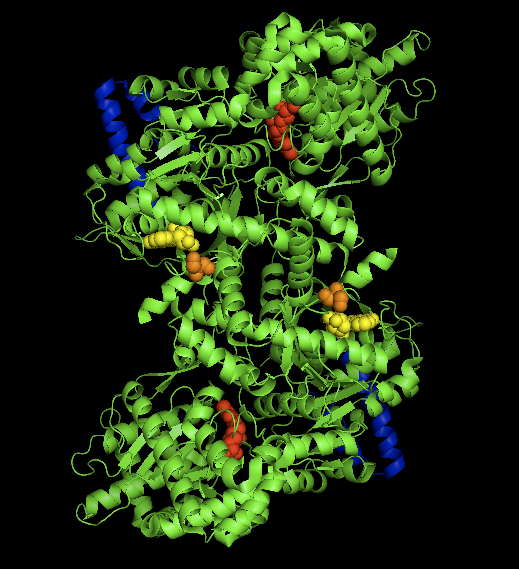
Kristályszerkezete

A glikogén-foszforiláz volt az első enzim, aminek a segítségével az enzimszabályozás kovalens módosítását vizsgálták. Egy úgynevezett modell enzim, a legkorábban nyerték ki kristályos formában.

## Működése
A glikogén-foszforiláz a glikogenolízis sebesség korlátozó enzime. A glikogénlebontás első lépését kontrollálja. A glikogén nem redukáló végét bontja, a láncok rövidítését az enzim katalizálja.
Anorganikus foszfáttal hasítja az α-1,4-kötéseket, és glükóz-1-foszfátot képez. A láncok végéről glükóz egységeket szakít le, de az elágazási pontok előtt 4 glükóz egységgel megáll.
Az emberi szervezetben 3-féle szövetben található meg: a májban, az agyban és az izomban. Az élő szervezetben dimerként van jelen, ahol mindegyik monomer 842 aminosavból áll és 97,289 kDa molekulatömegű.
Az izomszövetben a foszforiláz két formában, foszforilálatlan b és foszforilált a alakban fordul elő. A foszforiláz b inaktív, de adenozin-5-monofoszfát (AMP) jelenlétében enzimatikus aktivitással rendelkezik.